# Aïn Cheggag
Ain Cheggag (عين شݣاݣ en arabe) est un village du Maroc, établie dans la Plaine du Saïs, au pied du massif du Kandar. Essentiellement peuplée de amazigh, elle est située dans la région de Fès-Meknès.

### Sources
- (en) Ain Cheggag sur le site de Falling Rain Genomics, Inc.